# Сімеон Соломон
Соломон Сімеон (англ. Simeon Solomon, 9 жовтня 1840, Лондон — 14 листопад 1905, Лондон) — англійський художник.

## Біографія
Народився в лондонському районі Іст-Енд, в ортодоксальніій єврейській сім'ї. Був молодшим серед восьми дітей торговця солом'яними капелюшками Мейєра Соломона і художниці Катерин Леві. Його брат Абрахам Соломон і сестра Ребекка Соломон також були художниками.
Перші уроки живопису Сімеон отримав в майстерні свого брата на Гауер-стріт, потім в Академії Керрі в Блумсберрі, а в 1855 році вступив до Школи при Королівській Академії, на виставці в якій дебютував у віці 18 років.
У 1858 році через брата і сестру Соломон познайомився з художниками-прерафаелітами, творчість яких в значній мірі вплинуло на його ранні роботи, особливо акварелі. У період з 1858 по 1872 рік Соломон регулярно показував свої роботи на виставках Королівської Академії. З 1865 року художник почав показувати свої роботи в Галереї Дадлі. Протягом 1860-х років він був залучений в процес відродження книжкової ілюстрації, співпрацюючи з Вільямом Морісом і Вільямом Берджесом.
Ранні полотна Соломона написані в основному на сюжети з Біблії, міфології юдаїзму, життя єврейської громади і її ритуалів.
У 1860-х роках Соломон стає одним з лідерів руху естетизму. У цей період художник звернувся до античних і міфологічним тем, його стиль став в цілому більш класичним. В цей же період Соломон прийняв католицтво.
Картини Соломона, що відносяться до 1860-х років, сповнені чуттєвості, в них з'являються гомоеротичні мотиви. Своїми полотнами «Сафо і Еріна в саду Метіллени» (1864), «Любов восени» (1866), «Вакх» (1868), «Сплячі і чуйний» (1870), «Світанок» (1871) художник надав відтінок двозначності, тим самим посягнувши на моральні підвалини вікторіанства.
До початку 1870-х років Соломон придбав в Лондоні скандальну репутацію, віддаючись розпусті і пияцтву. У лютому 1873 художник був заарештований за звинуваченням у гомосексуальності і засуджений на шість місяців в'язниці. Вийшовши на свободу, Соломон виявив, що від нього відвернулися всі його друзі. Опинившись ізгоєм в суспільстві, художник навіть не робив спроб відновити свою репутацію, ведучи життя бродяги і п'яниці.
Художник помер 9 жовтня 1905 року в виправному будинку Сен-Джайлс в Уорхаусе і був похований на єврейському кладовищі в Вілленде (Північний Лондон).